# Juanlu Hens
Juan Luis Hens Lorite, el colono, más conocido como Juanlu Hens, (Fuente Palmera, España, 7 de febrero de 1984) es un futbolista español que ha disputado 17 temporadas y más de 300 partidos como profesional. En su última temporada en el año 2017, a causa de una lesión se vio obligado a dejar la práctica del fútbol.
Actualmente se encuentra vinculado al  fútbol gracias a sus dos hijas que están jugando en equipos femeninos. 

## Trayectoria deportiva
Posee una dilatada experiencia en el fútbol profesional. Desde que debutara con el Córdoba con 17 años en la temporada 2001/02, ha militado en equipos como el Valencia, Lleida, Hércules, Granada 74, Tenerife (donde llegó a jugar 32 partidos en Primera División) o Girona, donde jugó durante cuatro campañas. 
En su última su participación en el Girona ha bajado considerablemente, disputando únicamente seis encuentros, ninguno de ellos como titular. Es por ello que, al final de la presente temporada, decidió no seguir en el club catalán.
En 2015, el extremo es nuevo jugador del FC Cartagena, el decimocuarto fichaje.

## Clubes
| Club          | País   | Año        |
| ------------- | ------ | ---------- |
| Córdoba CF    | España | 2002-2003  |
| Valencia CF   | España | 2003-2005  |
| UE Lleida     | España | 2005-2006  |
| Hércules CF   | España | 2006-2007  |
| Granada 74 CF | España | 2007-2008  |
| CD Tenerife   | España | 2008-2011  |
| Girona FC     | España | 2011-2015  |
| FC Cartagena  | España | 2015- 2017 |
| Mérida AD     | España | 2017-      |